# Игумново (Орловская область)
Игу́мново — село в Новосильском районе Орловской области. Входит в состав Глубковского сельского поселения.

## Название
Название возможно происходит от сана настоятеля монастыря — игумена. На карте Планов дач генерального межевания за 1770 год показано как село Глумново. Словарь Даля толкует слово «глум» как смешной, забавный, шутливый. Одна из улиц села в народе сохранила название как «Весёлая слободка».

## География
Располагается на пересечённой холмистой местности по обеим сторонам реки Колпна в 15 км от райцентра Новосиля. 

## История
Среди прихожан хранится предание, что здесь было когда-то монастырское владение, но чьё неизвестно. Точное время образования поселения тоже неизвестно, но в XVI веке оно уже точно существовало. В ДКНУ (Дозорной книге Новосильского уезда) за 1614—1615 годы упоминается как вотчина Духова монастыря с «церковью Страстотерпца Христова Егория» и принадлежало монастырю до секуляризации церковных земель. После реформы село стало владением Казённого ведомства крестьян. Приход состоял из самого села и деревень: Воробьёвки (не сущ.), Новой слободки, Толстенково (не сущ.). Имелась земская школа.
После революции в селе были образованы два колхоза «Красный путь» и «Мировая звезда», а после войны объединённый — имени Жданова. Из воспоминаний старожилов: в селе было две церкви: деревянная (построенная по-видимому в 1801 году) и каменная. Деревянная сгорела после революции в 1930-е годы, каменная Георгиевская разрушилась после бомбёжки в Великую Отечественную войну, а кирпич разобрали жители для хозяйственных построек. В просторечии жители называют свои улочки так: Весёлая слобода (вероятно по нраву жителей), Вышь, Низ, Луг (по географическому расположению), Крючок, Церковная слобода и Поповка (по нахождению церкви и домов церковнослужителей).

## Население
| 1630 | 1857 | 1859 | 1915  | 2010 |
| ---- | ---- | ---- | ----- | ---- |
| 177  | ↗797 | ↗853 | ↗1330 | ↘11  |

По писцовым книгам 1630 года в селе насчитывалось 177 жителей и 34 крестьянских двора, а в 1915 — 189 дворов.

## Люди, связанные с селом
- Козлов Павел Никитович — Герой Советского Союза, подполковник Советской Армии, участник Великой Отечественной войны